# Willa de Provence
Willa de Provence aussi connue sous les noms de Guilla ou Guilles ou Willa de Vienne, (v. 873 - av. 924), est la fille de Boson de Provence et semble-t-il de sa 1re femme, donc pas de la 2e (Ermengarde d'Italie). Elle devient par un premier mariage l'épouse de Rodolphe Ier de Bourgogne ; puis, devenue veuve, par un second mariage, l'épouse de Hugues d'Arles. Le royaume de Provence, domaine de Boson, et la Haute-Bourgogne, domaine de Rodolphe, sont deux parties détachées de la Lotharingie carolingienne, indépendantes de la Francie occidentale qui deviendra le royaume de France.

## Famille
Willa de Provence serait née vers 873 (?).[réf. nécessaire] Son père est le lotharingien Boson, roi de Provence (vers 844 - 887), gouverneur et comte de Provence ou Basse-Bourgogne.

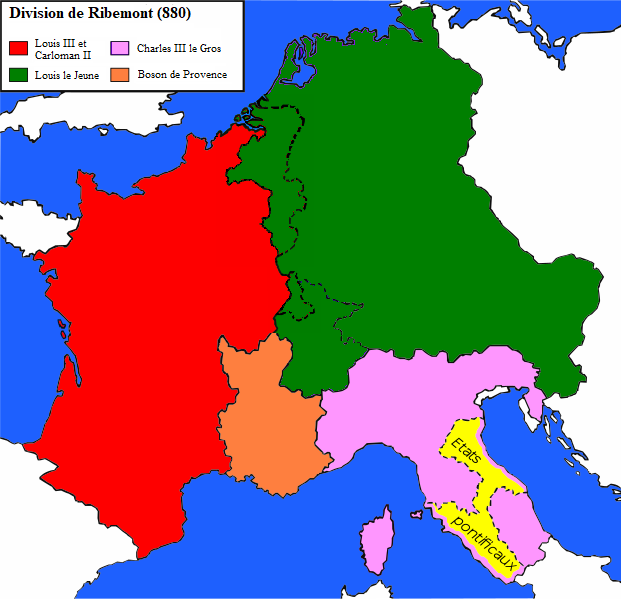
Carte moderne de l'empire carolingien selon les répartitions du traité de Ribemont (880). La partie sur laquelle règne Boson de Provence, père de Willa de Provence, est ici colorée en orange.

Les historiens ne s'accordent pas sur l'identité de sa mère. Selon Maurice Chaume, c'est la première épouse de Boson (nom actuellement inconnu) ; selon Hlawitschka (de), c'est la seconde épouse dudit Boson : Ermengarde, elle-même fille de Louis II le Jeune d'Italie et mariée avec Boson en 876,. 

Son premier mari Rodolphe Ier de Bourgogne est connu pour avoir des enfants dès (avant) 888, ce qui selon le site MedLands tendrait à indiquer que Willa est née d'un premier mariage du roi Boson. Cependant, si elle est née du second mariage de Boson, les enfants de Rodolphe Ier de Bourgogne mentionnés dès 888 ont pu naître d'un premier mariage non précisé. Ceci serait plus en accord avec la date du second mariage de Willa en 912 : son deuxième mari avait alors environ 30 ans. Tandis que si les enfants de Rodolphe sont aussi ceux de Willa, ce qui est généralement admis (les prénoms Louis et Willa qui apparaissent dans la postérité de Rodolphe exposée ci-dessous, vont dans ce sens), ils sont nés dans les années 880 : elle aurait plus de 50 ans à son second mariage avec Hugues d'Arles, ou du moins plus de 40 ans (mais c'est fort possible : née vers 870, elle a bien pu se marier et commencer à enfanter jeune, vers 15 ans ; et ses 2° noces seraient politiques, l'ambitieux Hugues épousant une veuve puissante, une reine, par ailleurs sa cousine issue de germain par leur ascendance bosonide commune ; ils n'ont d'ailleurs pas eu d'enfant).

### Premier mariage
Elle épouse en premières noces Rodolphe Ier de Bourgogne, fils de Conrad II de Bourgogne et roi de Haute-Bourgogne (ou Bourgogne Transjurane) depuis son élection en 888 jusqu'à sa mort. Ils ont quatre enfants connus :
- Rodolphe II (†937), qui succède à son père en 912[3] ;
- Louis († ap. 937), comte en Thurgau en 928[3] ; qui a peut-être eu un mariage avec une fille du roi Edward du Wessex (Édouard l'Ancien) et aurait eu deux enfants[3] ;
- Willa de Bourgogne († ap. 936), qui épouse Boson d'Arles (885 †936), comte de Vaison, frère cadet du roi Hugues d'Arles, fils de Théobald d'Arles et de Berthe, fille de Lothaire II ; de ce mariage naîtront quatre filles ;
- Waldrade[1], qui épouse Boniface († ap. 953), marquis et duc de Spolète[4], d'où Willa qui épouse Hubert d'Arles, duc de Spolète et marquis de Toscane, fils d'Hugues d'Arles ci-dessus.

### Second mariage
Veuve de Rodolphe, en 912 elle épouse en secondes noces Hugues d'Arles, qui sera aussi comte de Vienne, puis marquis de Provence en 905, et roi d'Italie du Nord (926-947). Le couple n'aura pas d'enfant. Avant 924 et la mort de Willa de Provence, Hugues d'Arles aura une seconde épouse (Alda ou Hilda) de laquelle il aura deux enfants (le second vers 925).

## Mort
Willa de Provence meurt avant 924.
Son second mari Hugues d'Arles se remarie ultérieurement deux fois et a plusieurs concubines ainsi que des descendants.